# Großer Bruder (Lied)
Großer Bruder ist ein Lied der deutschen Big-Brother-Teilnehmer und Sänger Zlatko und Jürgen. Der Song ist die zweite Singleauskopplung aus Zlatkos Studioalbum Ich bleibe wer ich bin und wurde am 13. Juni 2000 veröffentlicht.

## Inhalt
Großer Bruder ist ein Pop-Schlager und handelt von Zlatkos und Jürgens freundschaftlicher Beziehung, die während ihres gemeinsamen Aufenthalts im Big-Brother-Haus entstand. Sie bezeichnen sich als Brüder sowie echte Freunde und singen über ihren Zusammenhalt, Ehrlichkeit sowie das Verständnis und die Unterstützung füreinander. So seien sie „ein starkes Team“, das es „im Leben nur einmal“ gebe und immer füreinander da sei.

„Großer Bruder, du bist immer da

Großer Bruder, kann mir alles geben

Du bist immer für mich da, egal was auch passiert

Bist mein großer Bruder und du bist immer bei mir“

## Produktion
Der Song wurde von den Musikproduzenten Bob Arnz  und Christoph Siemons produziert. Beide fungierten neben Thomas Anders, Matthias Brückner und Christian Geller  auch als Autoren.

## Single

### Covergestaltung
Das Singlecover zeigt Jürgen und Zlatko, die den Betrachter anlächeln und ihren Kopf jeweils auf ihren Arm gestützt haben. Im oberen Bildteil steht der weiße Schriftzug Zlatko & Jürgen im Stil des Big-Brother-Logos, während sich im unteren Teil des Covers weitere Fotos der beiden aus dem Big-Brother-Haus sowie der weiße Schriftzug Großer Bruder befinden.

### Titelliste
1. Großer Bruder (Single Mix) – 3:28
2. Großer Bruder (Haus Mix) – 3:56
3. Großer Bruder (Extended Haus Mix) – 4:10
4. Großer Bruder (Karaoke Mix) – 3:28

### Chartplatzierungen
Großer Bruder stieg am 26. Juni 2000 auf Platz eins in die deutschen Singlecharts ein und konnte sich vier Wochen an der Spitze halten. Insgesamt war der Song 16 Wochen lang in den Top 100 vertreten, davon neun Wochen in den Top 10. Für einen Zeitraum von acht Wochen war es der erfolgreichste deutschsprachige Titel in den Charts. In Österreich belegte die Single Rang fünf und in der Schweiz Position acht, wobei sie jeweils elf Wochen in den Charts vertreten war. In den deutschen Single-Jahrescharts 2000 erreichte Großer Bruder Platz acht.
| ChartsChartplatzierungen | Höchstplatzierung | Wochen |
| ------------------------ | ----------------- | ------ |
| Deutschland (GfK)        | 1 (16 Wo.)        | 16     |
| Österreich (Ö3)          | 5 (11 Wo.)        | 11     |
| Schweiz (IFPI)           | 8 (11 Wo.)        | 11     |

| ChartsJahrescharts (2000) | Platzierung |
| ------------------------- | ----------- |
| Deutschland (GfK)         | 8           |
| Schweiz (IFPI)            | 81          |

### Auszeichnungen für Musikverkäufe
Noch im Erscheinungsjahr wurde Großer Bruder in Deutschland mit einer Platin-Schallplatte für über 500.000 verkaufte Einheiten ausgezeichnet, wodurch der Song zu den meistverkauften Schlagern des Landes der 2000er-Jahre zählt. Insgesamt belaufen sich die Verkäufe auf mehr als 800.000 Exemplare.
| Land/Region        | Auszeichnungen für Musikverkäufe (Land/Region, Auszeichnung, Verkäufe) | Verkäufe |
| ------------------ | ---------------------------------------------------------------------- | -------- |
| Deutschland (BVMI) | Platin                                                                 | 500.000  |
| Insgesamt          | 1× Platin ·                                                            | 500.000  |